# Ommatius planatus
Ommatius planatus là một loài ruồi trong họ Asilidae. Ommatius planatus được Scarbrough & Marascia miêu tả năm 2000.